# Yuxian (köpinghuvudort i Kina, Hubei Sheng, lat 30,53, long 113,98)
Yuxian (kinesiska: 玉贤, 玉贤镇) är en köpinghuvudort i Kina. Den ligger i provinsen Hubei, i den centrala delen av landet, omkring 30 kilometer väster om provinshuvudstaden Wuhan. Antalet invånare är 15 417. Befolkningen består av 7 586 kvinnor och 7 831 män. Barn under 15 år utgör 10,0 %, vuxna 15-64 år 76 %, och äldre över 65 år 12,0 %.
Runt Yuxian är det mycket tätbefolkat, med 1 095 invånare per kvadratkilometer. Närmaste större samhälle är Caidian, 8,3 km nordost om Yuxian. Trakten runt Yuxian består till största delen av jordbruksmark.
Genomsnittlig årsnederbörd är 1 713 millimeter. Den regnigaste månaden är juli, med i genomsnitt 238 mm nederbörd, och den torraste är december, med 29 mm nederbörd.